# ボクサー (犬)
ボクサーは、犬の品種（犬種）の一つで、ドイツ原産の中型犬。

## 歴史

### 前史
ボクサーは、比較的新しい犬種である。直接の祖先は、ドイツおよび近隣諸国で何世紀にもわたって活躍したマスティフ系統の猟犬、ブレンバイザーとされる。狩猟の際、イノシシ・シカ・小型のクマなどの獲物（しばしば、ハウンド系の猟犬によって追い詰められた）をかみ伏せること、つまり、猟師が追いついて止めを刺すまで、獲物の鼻などをしっかりかんで、押さえつけておくことが、ブレンバイサーの主な役割だった。「ブレンバイサー」（Bullenbeisser）という語は、英訳すると bull-biter、つまり「牛かみ犬」を意味する。これは厳密には犬種名ではなく、上のような用途に用いられた犬たちが漠然とそう呼ばれていたに過ぎず、地域によってさまざまなタイプのものがあったと考えられる。ブレンバイサーに求められたのは、力強くて機敏な性質と、幅広いマズル、強力な顎、獲物にかみついたまま呼吸ができるターン・アップした（くぼんだ）鼻といった特質であったが、このような特質は、同時に、当時ヨーロッパの国々で人気のあった「牛いじめ（ブル・バイティング）」にも都合のよいもので、その呼び名からも、ブレンバイサーが当時この娯楽に盛んに用いられたことがうかがわれる。
1830年代、ドイツの猟師たちの間に、新しい犬種を作出しようとする気運が起こった。サイズを大きくするため、ブレンバイサーにマスティフ系の犬が掛け合わせられた。また、頑強な犬を作るために、テリアやブルドッグなどが交配されていった。ボクサーの元になったこの犬の改良には、そのほかに、フレンチ・ブルドッグやグレート・デーンといった、フランスやスペイン原産のいくつかの犬種が関わっているといわれる。その後、ドイツで狩猟が衰退し、牛いじめも禁止されると、ブレンバイサーは家畜商のもとで家畜を監視する「キャトル・ドッグ」として、新たな役割を担うようになった。

### 犬種の確立
19世紀後半になって、ブレンバイサーの小型種、ブラバンダー（この名は、これら小型のブレンバイサーが生み出されたベルギー北部のブラバント地方に由来する）にブリティッシュ・ブルドッグを掛け合わせたものが、ボクサーの起源となった。1894年、ロベルト、ケーニッヒ、ホフナー (Roberth, Konig and Hopner) という3人のドイツ人が、この犬を一つの犬種として確立しようと考え、翌1895年、ミュンヘンで開催されたセント・バーナード犬のドッグ･ショーに出展したのである。このときに出展された「フロッキー (Flocki)」は、ブリティッシュ・ブルドッグを父とする同年生まれの犬だったが、この犬が、犬籍簿（スタッド・ブック）に登録された最初のボクサーとなった。さらに同年、最初のボクサー・クラブが設立されたが、スタンダード（品種標準）についての意見が割れたことから激しい議論が起こり、一時は複数のボクサー･クラブが並立した。それらは間もなく統合されたが、1910年5月に最終的な合意がなされるまで、ほとんど分裂状態にあったという。

### 2度の大戦と人気の高まり
そのような状況下、ボクサーはドイツで最初に警察や軍隊で活用された犬種となり、1900年までには実用犬としての地位を確立したといわれる。ヨーロッパ各国にも紹介され、多くの文明国で禁止されるまでは、闘犬興行にも用いられた。第一次世界大戦が勃発すると、ボクサーは軍用犬や赤十字犬として活用され、メッセンジャー犬・荷役犬・警護犬などさまざまな用途で活躍したことから、戦後の1920年代に、ヨーロッパで人気犬種として脚光を浴びた。1925年には、ドイツでワーキング・ドッグとしての承認を受けている。この過程で、ボクサーが使役犬としてはやや小さいことが懸念されたことから、スタンダードに定められた体高が、漸次引き上げられた。ボクサーのスタンダードは、1905年にドイツで初めて公式に制定されたが、以降数回の修正を経て、2008年に改定されたものが、現在まで用いられている。
アメリカでは、1903年3月に開催されたシカゴ展ではじめてボクサーが紹介され、このとき出展された犬がその年に生んだメスが、アメリカンケネルクラブ (AKC) で登録された最初のボクサーとなった。1915年には、ボクサーの最初のチャンピオン犬が AKC で認定されている。しかし、ボクサーが世界的に人気を集めるのは、1940年代のことである。第二次世界大戦の終戦後、軍のマスコットとなっていた犬などが帰還兵らに持ち帰られたことにより、ボクサーはコンパニオン・ドッグ（伴侶犬）や警護犬として、またショー・ドッグとしても人気を博し、アメリカでも有数の人気犬種となった。現在ボクサーの「4大基礎犬」といわれる犬たち（今日存在する全てのボクサーには、そのいずれかの血が必ず流れているといわれる）全てが、戦後ドイツからアメリカに渡ったこともあり、多くの優秀なボクサーがアメリカで作出されたが、アメリカ人たちは彼ら独自の好みに従って、ボクサーの体形を洗練させ、被毛色も改良した。現在のボクサーは、頑健で力強く気品のあるドイツ･タイプと、スマートでスタイリッシュ、優美なアメリカ・タイプの2系統に大きく分かれ、前者はドイツを中心とするヨーロッパ全土に、後者は南北アメリカやアジアに広まっている。
日本には、1934年（昭和9年）にはじめてドイツから神戸港に輸入されたが、第二次世界大戦後、駐留軍のアメリカ人兵士たちが持ち込んだことによって、広く知られるようになった。昭和30年代から40年代にかけて多数飼育され、現在、人気ランキングの上位にくる犬種ではないが、根強い人気がある。

## 名前の由来
名前の由来には、いくつかの説がある。後肢で立ち上がり、互いに前肢を使ってなぐり合うような戦い方をすることから、あるいは、横から見た体形が四角張っていて、箱（ボックス）型に見えることから名づけられたとする説がよく知られているが、いずれもこのドイツ原産の犬の名前が英語であることを前提とした民間語源説であり、妥当性を欠く。
そのほかにもいくつかの語源説がある。
1. 原種である小型のブレンバイサー、すなわちブラバンター・ブレンバイサー (Brahanter Bullenbeisser) の、特に食肉市場で使われていた通称“Boxl”／“Boxlen”（ドイツ語）が変形したもの。なお、バイエルン地方の方言には“Boxl”という語があり、“Buxn”あるいは“Buchsen”とも書かれるが、「（革製の）半ズボン」あるいは「下着」を意味する。
2. “Beisser”（ドイツ語で「かみつき屋」）が変形したもの。上記のように、ボクサーの原種の一つはブレンバイサー（Bullenbeisser、牛かみ屋）であり、その形態は、獲物にかみついて押さえつけておくことに特化していた。
3. 懸賞闘犬として用いられたことから、ボクシングの選手であるボクサーになぞらえられた。

これらのいずれも定説とされるには至らない。詳しくは英語版の Breed name を参照のこと。

## 外貌
- 短毛で、光沢のある滑らかな被毛をもつ中型犬。太く強健な骨格と、がっしりとしてよく引き締まった筋肉をもち、スクエアな体型をしている。地面にしっかりと足をつけ、胸を張って軽快に、力強く歩く。この犬種の外貌において、品格（高潔さ、気高さ）は重要な要素である。

- 顔貌は、いわゆるブルフェイス。かみ合わせは「アンダーショット」と呼ばれる独特の受け口で、下側の歯が外側になる（反対咬合）。大きな鼻孔と、余分なたるみのない厚い口唇をもつ。

## 断尾・断耳
西欧の多くの国々では、原則断尾、断耳ともに施さないが、東欧では比較的切除されているボクサーが多い。原産国のドイツでは、1987年に断耳が、1998年には断尾が禁止になっている。アメリカでは断耳・断尾されるのが一般的だが、2005年、AKC は、断耳のない犬を認める形にスタンダードを改めた。日本では現在、断尾、断耳ともに任意とされている。

## 毛色
フォーンまたはブリンドル。フォーンの色には、薄いフォーンから濃いディアー・レッド（鹿毛色）まで、さまざまな色合いが見られる。ブリンドルは黒のストライプで、肋骨方向に流れる。顔面のブラックマスクは必須とされる。
4～5頭に1匹の割合で、白斑が体表の3分の1を超える子犬が産まれてくる。このような個体には聴力障害の割合が高いとも言われ、スタンダードでも「白い」ボクサーは認められない。ドイツボクサークラブでは、1925年に白いボクサーを、1938年に斑のボクサーをスタンダードから除外し、同時に血統書も発行されなくなったが、ドイツを中心としたヨーロッパ諸国では、2000年頃より再び犬籍登録が可能になっており、ボクサー犬種として血統書が発行されている。
ただし、繁殖は禁止されている。
また、ドイツボクサークラブでは2010年からドッグショーにも出陳できることとなった。日本においては現在(2024時点)白いボクサー(アルビノ以外の白、又はホワイト＆ブリンドル、ホワイト＆レッド)は血統書が発行されるが、その毛色の前には「×」が記載される。PDでは2023年から登録が可能になった。

## 習性・性格
- 1938年の AKC のスタンダードでは、以下のように述べられている。

「ボクサーという犬種においては、何にもまして“品位”が重要であり、このことには最大限の注意が払われるべきである。古来、主人および家族に対する愛情の深さと忠実さで知られている。家族にとっては危険のない犬だが、見知らぬ人間には容易に気を許さない。遊んでいるときは快活で人なつっこいが、興奮しているときは勇猛で恐れを知らない。頭がよく従順で、よく節度を弁え、きれい好きでもあることから、家庭犬として、楽しい伴侶として最適である。誠実と忠誠の鑑ともいえる犬種であり、老齢に達しても、裏切ったりごまかしたりといったことは決してない。」
- 寒さよりも暑さに弱く、特に蒸し暑さには弱い。ガンにかかりやすい。

## サイズ

### 体高
- オス： 57～63cm
- メス： 53～59cm

### 体重
- オス： 体高60cmに対して、30kg以上
- メス： 体高約56cmに対して、25kg以上

## ギャラリー

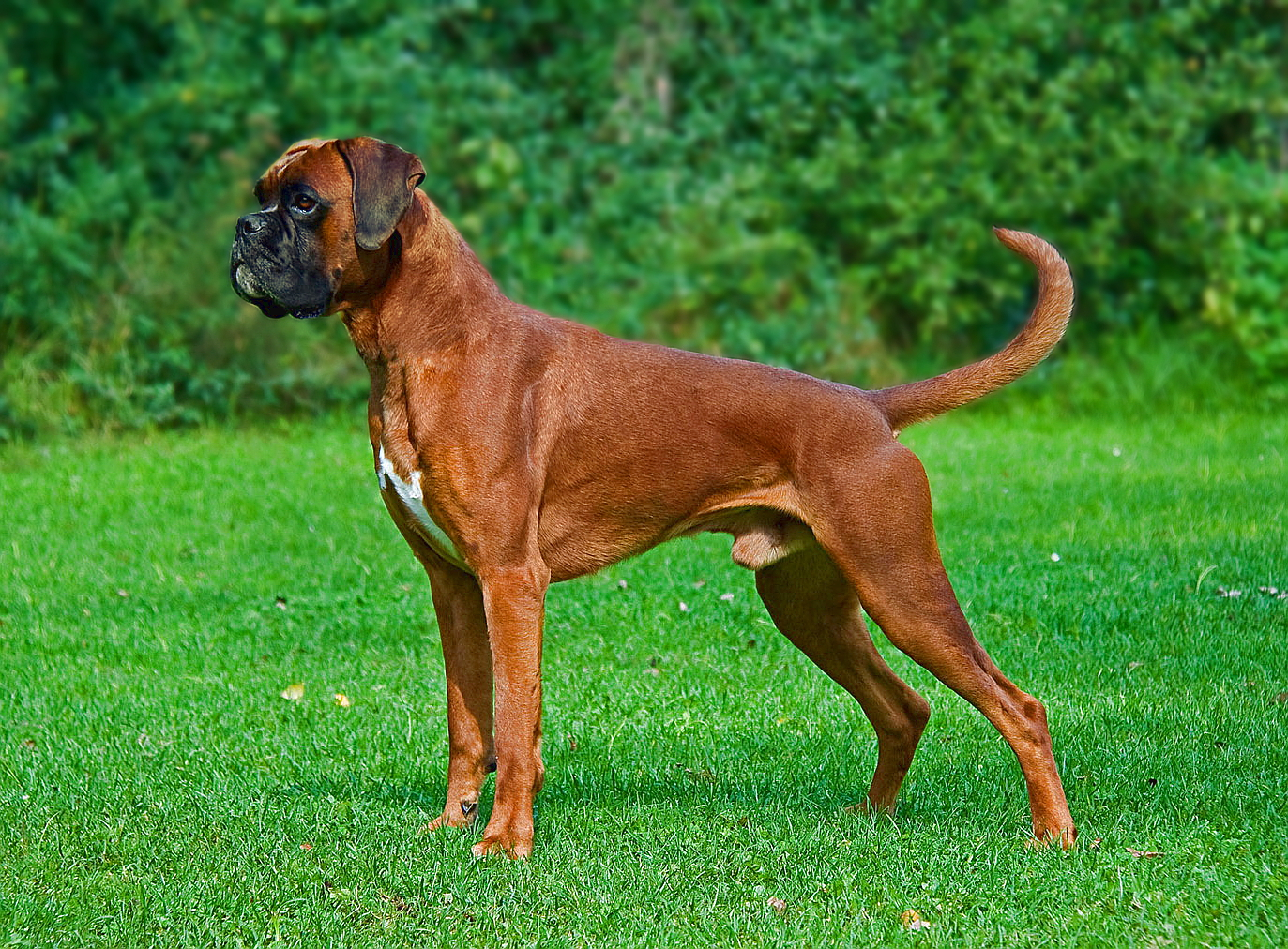
全体
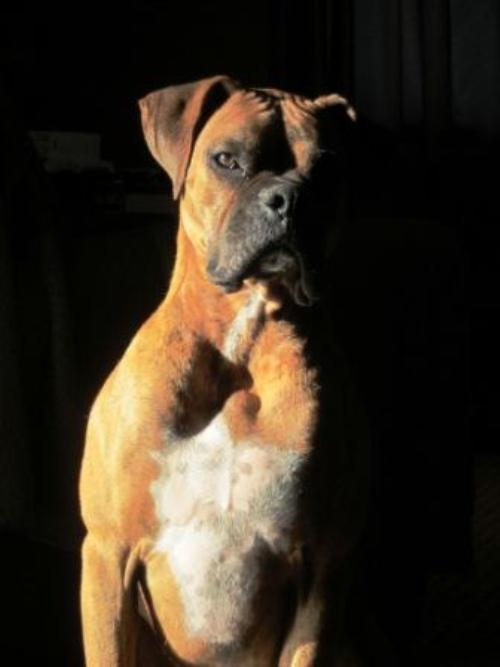
正面
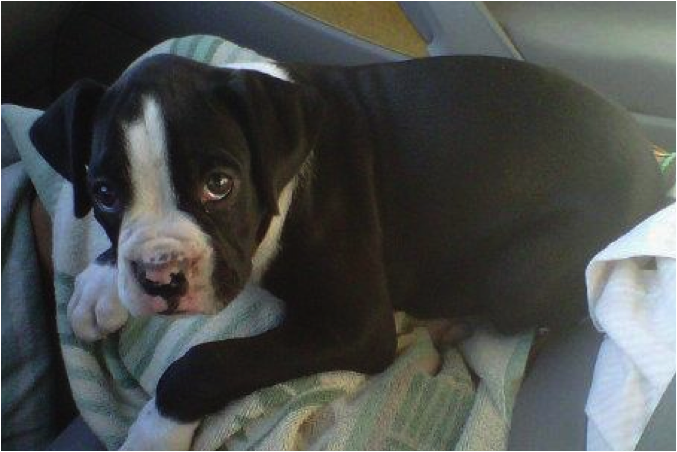
子犬

## 脚註
1. ↑  “1938 AKC Boxer Breed Standard”. 2008年5月17日閲覧。